# Rhyacia junonia
Rhyacia junonia là một loài bướm đêm trong họ Noctuidae.